# چچرلگ (آرخانغای)
چچرلگ (به مغولی: ᠴᠡᠴᠡᠷᠯᠢᠭ) (به سیرلیک:Цэцэрлэг) شهری در استان آرخانغای کشور مغولستان است که در سال ۱۹۹۷ میلادی دارای ۱۴٬۷۰۰ نفر جمعیت بوده و 
در سال ۲۰۰۸ با رشدی معادل +۰٫۳۷% (۱٬۶۰۰ نفر)، تعداد سکنه‌های آن به ۱۶٬۳۰۰ رسیده‌است.